# Anmoorgley
Der Anmoorgley (niederdeutsch Klei; russisch glej „Lehm, Ton“) oder Nassanmoorgley, ist ein Bodentyp aus der Bodenklasse der Gleye. Als semiterrestrischer Bodentyp ist er stark durch Grundwasser nahe der Oberfläche beeinflusst.

## Beschreibung
Als redoximorpher Böden sind Anmoorgleye von den wechselnden Sauerstoffverhältnissen geprägt, die aus der oberflächennah schwankenden Grundwasseroberfläche resultieren. Diagnostisches Merkmal ist ein anmooriger Oberboden, der per Definition durchgehend episodisch über 30 Tage nass oder gedränt ist. Durch die Nähe der Grundwasseroberfläche zur Bodenoberfläche sind Abbauprozesse gehemmt was zu einer entsprechend hohen Konzentration an organischer Bodensubstanz führt. Häufig finden sich Anmoorgleye im Übergangsbereich von Moorböden zu mineralischen Böden. Anmoorgleye weisen erste Merkmale der Moorbildung auf; umgekehrt können sie aber auch als Moorfolgeböden an entwässerten oder verlandeten Moorstandorten entstehen.
Feuchtwiesen, Kleinseggenriede und großseggenreiche Hochstaudenfluren sind typische Pflanzengesellschaften  auf (Nass-)Anmoorgleyen. Schwarzerlen können tonige Anmoorgleye gut durchwurzeln, sind allerdings anspruchsvoll hinsichtlich der Basenverfügbarkeit. Für Auen sind Anmoorgleye zwar nicht typisch, kommen aber insbesondere in Bereichen von Altwasserarmen auch in Auenlandschaften vor. Sie sind dort in tiefer gelegenen Flutrinnen angrenzend an Überflutungsmoore (floodplain swamps) zu finden, wo es zu langen Überflutungszeiten kommt.
Nimmt infolge von Grundwasserabsenkung in einem kalkhaltigen Anmoorgley die mikrobielle Aktivität ab, kann eine fruchtbare der Schwarzerde ähnliche Tschernitza entstehen.

## Horizontierung
Die Horizontfolge von Anmoorgley laut deutscher Bodensystematik ist Go-Aa,Aa-Go/Gr.
Go-Horizont (Oxidationshorizont): Durch Eisen(III)-oxide rostfleckiger Horizont.
Aa-Horizont (Anmoorhorizont): Der Anmoorhorizont ist Ergebnis von anreicherung organischer  (15–30 %) im Grundwasserbereich. Ein <4 dm mächtiger Anmoorhorizontes ist Kriterium für das Vorliegen eines Anmoorgleys.
Gr-Horizont (Reduktionshorizont): Ein reduzierter Gley-Horizont entsteht durch überwiegend anaerobe Bedingungen unter hoher Wassersättigung.

## Systematik
Nach der deutschen Bodensystematik gehört der Anmoorgley gehört zur Klasse der Gleye und mithin zur Abteilung der semiterrestrischen Böden. Im Zuge der Neufassung der Systematik der Gleye und Auböden wird der Anmoorgley in der sechsten Auflage der Bodenkundlichen Kartieranleitung (KA6) als Nassanmoorgley geführt. Das Kurzzeichen für Anmoorgley ist GM.
Es werden vier Subtypen unterschieden
- Normanmoorgley (GMn): Go-Aa,Aa-Go/Gr: Typischer Anmoorgley mit < 40 cm Mächtigkeit des Aa-Horizonts[9]
- Kalkanmoorgley (GMc): Gco-Aa,Aa-Gco/G(c)r: Sekundärcarbonatanreicherung (Horizontmerkmal c) bis in den Oberboden[10]
- Hanganmoorgley (GMg): sGo-Aa,Aa-sGo/sGr: Anmoorgley mit langanhaltendem Hangwasser nahe der Bodenoberfläche in Lagen mit ≥ 9 % (5°) Hangneigung[11]
- Quellenanmoorgley (GMq): qGo-Aa,Aa-qGo/(qGor/)qGr: Quellwasserbeeinflusst (Horizontmerkmal q)[12]

Den Anmoorgleyen ähnlich sind Moorgleye, die jedoch > 30 % organische Bodensubstanz im Oberboden aufweisen. Nassgleye hingegen weisen einen geringeren und stärker zersetzten Organikanteil auf und haben statt eines anmoorigen einen humosen Horizont.
Nach der World Reference Base for Soil Resources (WRB) gehören die Anmoorgleye zur Klasse Gleysols.
Die österreichische Bodensystematik führt den Bodentyp Anmoor. Die nach deutscher Systematik Anmoor genannte hydromorphe Humusform findet sich in ähnlicher Form als Anmoorhumus wieder. Der österreichische Bodentyp Anmoor unterscheidet sich vom Anmoorgley nach deutscher Systematik wesentlich: Er hat einen mehr als 30 cm mächtigen Mineralbodenhorizont mit 10–35 % Massenanteil organischer Substanz. Ausgangsmaterial sind grundsätzlich carbonathaltige oder –freie Feinsedimente. Entsprechungen nach WRB sind Histosols oder terrestrische Bodentypen mit entsprechendem Zusatz. Bei Böden mit weniger als 30 cm Mächtigkeit des anmoorigen Horizontes wird dem jeweiligen Bodentyp der Zusatz anmoorig vorangestellt. In der Klasse der Gleye kennt die österreichische Bodensystematik den Gley, den Nassgley und den Hanggley, bzw. Quellgley. Der anmoorige Nassgley und der anmoorige Hanggley sind dem Bodentyp Anmoorgley nach deutscher Bodensystematik ähnlich.